# قادر عارف
قادر عارف (بالفرنسية: Kader Arif )‏ (و. 1959  م) هو سياسي فرنسي، ولد في الجزائر، هو عضوٌ في الحزب الاشتراكي.

## مناصب
تولى منصب نائب فرنسي (22 ديسمبر 2014–20 يونيو 2017)
- نائب فرنسي (20 يونيو 2012–21 يوليو 2012)
- عضو في البرلمان الأوروبي (14 يوليو 2009–15 مايو 2012)
- عضو في البرلمان الأوروبي (13 يونيو 2004–13 يوليو 2009).

## التعليم
تعلم في جامعة تولوز جان جوريس.